# 深海红娘鱼
深海红娘鱼（学名：Lepidotrigla abyssalis），又名深海角魚，为輻鰭魚綱鮋形目牛尾魚亞目鲂鮄科红娘鱼属的鱼类。分布于日本以及中国东海等海域，為底棲性魚類，生活在沙泥底質海域，屬肉食性。该物种的模式产地在骏河湾。

## 扩展阅读
維基物種上的相關：深海红娘鱼